# Santos Degollado

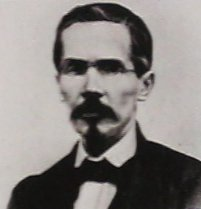
Santos Degollado

José Santos Degollado (Guanajuato, 1811-Llanos de Salazar, 5 juli 1861) was een liberaal Mexicaans politicus en militair.

## Biografie
Degollado was afkomstig uit Guanajuato. Zijn vader steunde de Mexicaanse Onafhankelijkheidsoorlog tegen de Spanjaarden, waardoor de familie haar bezittingen kwijtraakte. Degollado verhuisde naar Mexico-Stad voor zijn opleiding en later naar Morelia, de hoofdstad van Michoacán, waar hij klerk en secretaris werd en in aanraking kwam met geschriften van Voltaire en Montesquieu. Aan de zijde van Melchor Ocampo raakte hij bij de politiek betrokken. In 1839 vocht hij aan de zijde van de federalisten tegen de centralistische regering en onderscheidde hij zich als uitstekend ruiter. Hij diende als minister van onderwijs onder Ocampo's gouverneurschap (1846-1848) en heropende de Universiteit van San Nicolás, waar hij zelf rechtsgeleerdheid doceerde.
Degollado rees naar nationale prominentie in de Revolutie van Ayutla, die in 1854 uitbrak tegen de dictator Antonio López de Santa Anna. Hij leidde in 1855 een zeer succesvolle campagne, waarin hij onder andere Puruándiro, La Piedad en Guadalajara innam. Na de val van Santa Anna en de overwinning van de liberalen werd hij gekozen in de grondwetgevende vergadering van 1856-1857 en na proclamatie van die grondwet werd hij tot gouverneur van Michoacán gekozen.
Hij kon echter niet lang dienen want aan het eind van 1857 werd de liberale regering omver geworpen door de conservatieven en brak een burgeroorlog uit. In maart 1858 werd Degollado bij Salamanca en later Atenquique verslagen door de liberalen en kwam Michoacán in conservatieve handen. Benito Juárez, president van de liberale zijde, benoemde Degollado tot minister van oorlog en marine en tot bevelhebber van de liberale troepen in het westen van Mexico. In oktober 1858 wist hij Guadalajara na een zware belegering in te nemen en marcheerde hij op naar Mexico-Stad. Hij wist Chapultepec in te nemen en hoopte dat een volksopstand vervolgens de conservatieven uit de hoofdstad zou verdrijven, maar dat bleek een misvatting. Hij werd bij Tacubaya verslagen door de conservatief Leonardo Márquez en werd gedwongen zich terug te trekken.
Eind 1860 wist hij zijn leger bij dat van Jesús González Ortega te voegen, die in de slag bij Calpulalpan de conservatieven de beslissende nederlaag wist toe te dienen. Degollado leidde op 1 januari 1861 de overwinningsparade in Mexico-Stad en werd door Juárez tot minister van relaties benoemd.
Nadat Ocampo op 3 juni door conservatieve rebellen onder Leonardo Márquez werd opgepakt en vermoord organiseerde Degollado een strafexpeditie. Hij viel echter zelf ook in een hinderlaag, en werd op 5 juli door Márquez geëxecuteerd.
- Gemeinsame Normdatei: 131849271
- International Standard Name Identifier: 0000 0000 5281 4840
- Library of Congress Control Number: nr97025282
- Nederlandse Thesaurus van Auteursnamen: 142330620
- SNAC: w6z39vdp
- Virtual International Authority File: 28214685
- WorldCat: E39PBJyt36GXYvrmbDkmwf4cyd